# Бромоцтова кислота
Бромоцтова кислота — це органічна сполука з хімічною формулою CH2BrCO2H. Вона є похідною оцтової кислоти, в якій атом водню метильної групи заміщений на атом брому. Бромоцтова кислота безбарвна тверда речовина, відносно сильний алкілуючий агент, широко використовується в органічному синтезі.

## Отримання
1. Отримують реакцією нуклеофільного заміщення шляхом взаємодії хлороцтової кислоти з бромідом калію або гідроген бромідом у присутності хлориду алюмінію.
{\displaystyle \mathrm {Cl{-}CH_{2}{-}COOH\ +\ KBr\rightleftharpoons } }{\displaystyle \mathrm {Br{-}CH_{2}{-}COOH\ +\ KCl} }
2. Реакцією Гелля-Фольгарда-Зелінського можна одержати бромооцтову кислоту безпосередньо шляхом взаємодії оцтової кислоти з бромом у присутності триброміду фосфору.

## Фізичні властивості
Бромоцтова кислота являє собою безбарвні кристали з різким запахом, які плавляться при температурі від 46 до 49 °C і легко розчиняються у воді, етанолі, діетиловому етері та інших органічних розчинниках.
Водний розчин її дає більш кислу реакцію, в порівнянні з розчином оцтової кислоти. Причиною цього є стабілізація аніона досить електронегативним атомом брому: він має електроноакцепторний ефект і розподіляє (делокалізує) негативний заряд аніона за всією молекулою. Тому аніон утворюється легше, ніж відповідний аніон оцтової кислоти. У водному розчині бромоцтова кислота утворює з водою іони оксонію та бромоацетат-аніони.